# Urdaneta (Pangasinán)
La ciudad (component city) de Urdaneta  (Siudad ng Urdaneta - Lungsod ng Urdaneta - Ciudad ti Urdaneta)  es un municipio filipino de segunda categoría, situado en la isla de Luzón. Forma parte de la provincia de Pangasinán situada en la Región Administrativa de Ilocos, también denominada Región I.

## Geografía
Por su ubicación estratégica en el centro-este de la provincia se le considera puerta de entrada a Norte de Filipinas. Linda al norte con los municipios de Manaoag, Laoac y Binalonán; al sur con el de Villasis; al este con el de Asingán; y al oeste con los de Santa Bárbara y de Malasiqui.

### Barangays
El municipio  de Urdaneta se divide, a los efectos administrativos, en 34 barangayes o barrios, conforme a la siguiente relación:
| - Anonas - Bactad del Este - Bayaoas - Bolaoén - Cabaruáan - Cabuloán - Camanang - Camantiles | - Casantaán - Catabláan - Cayambanán - Consolación - Dilán-Paurido - Labit, centro - Labit del Oeste - Mabanogbog - Macalong | - Nancalobasaán - Nancamaliran del Este - Nancamaliran del Oeste - Nancayasán - Oltama - Palina del Este - Palina del Oeste - Pedro T. Orata (Bactad, centro) | - Pinmaludpod - Población - San José - San Vicente - Santa Lucía - Santo Domingo - Sugcong - Tipuso - Tulong |  |

## Historia
Los primeros pobladores  fueron pangasinenses, más tarde se produce una migración de ilocanos que se asentaron en las zonas periféricas. Estos colonos solicitaron al gobierno español  formar su propio poblado que con el nombre de Urdaneta  fue autorizado  el 8 de enero de 1858.
No se sabe si lleva el nombre de Andrés de Urdaneta, Miguel de Urdaneta, o Simón de Urdaneta

### La ciudad
El 21 de marzo de 1998, Urdaneta alcanza la categoría de  ciudad.

## Patrimonio
La catedral católica de la Inmaculada Concepción es sede de la Diócesis de Urdaneta. Fundada el 8 de enero de 1858, la parroquia como Vicariato, fue aceptada por los dominicos en 1863 siendi su cura párroco el padre Nicolas Alonso Manrique.
Iglesias parroquiales católicas de Nuestra Señora Reina del Universo, Nuestra Señora de Lourdes y Divina Misericordia, esta última sede del Vicariato del Sagrado Corazón.